# Karel Čapek
Karel Čapek (født 9. januar 1890 i Malé Svatoňovice ved Úpice, død 25. december 1938 i Prag) var en tjekkisk forfatter. Čapek var den første tjekkiske forfatter, der opnåede verdensberømmelse, og han regnes stadig for en af sit sprogs betydeligste forfattere. Han er blandt andet kendt for at have opfundet ordet 'robot'. Čapek var på sin tid kendt som en fremstående journalist og forkæmper for demokrati, men er i dag mest kendt som forfatteren af skuespillet R.U.R. (oprindelig Rossumovi univerzální roboti) fra 1920, og romanen Krigen mod salamanderne fra 1936.
Karel Čapek havde to søskende: forfatteren Helena og den kendte kunstner Josef. I lighed med sin bror var Karel god til at tegne og illustrerede flere af sine bøger (hovedsageligt rejsebøger). Som ung tog brødrene Karel og Josef til Prag, der begyndte at blive præget af intellektuelle. Karel begyndte at studere filosofi og æstetik, samtidig med at han publicerede humoristisk og informativ prosa sammen med broren under navnet Čapek-brødrene. Karel studerede senere germansk kultur ved Sorbonne i Paris. Karel begyndte sin karriere med at skrive kritik af kunst og litteratur for aviser. Han mente alle forfattere burde interessere sig for journalistik, fordi det gav et bedre syn på dagliglivet og et mere universelt syn. Čapek lærte sig at tale fem sprog flydende. Han var også aktiv i Udvalget for kunst og litteratur ved Folkeforbundet i Genève.
Karel Čapek begyndte at arbejde som journalist sammen med broren for højrefløjsavisen Národní listy i 1917, men begge gik over til den liberale avis Lidové noviny i 1921, hvor Karel var redaktør frem til sin død i 1938. Čapek blev en ledende talsmand for moderne tjekkisk kultur i bl.a. nyhedsartikler, politiske kommentarer og essay. Han var inspireret af pragmatismen, forsvarede demokrati og kritiserede hvad han mente var to af de største trusler mod verdenssamfundet: Sovjetunionens kommunistiske parti og Tysklands nationalsocialistiske parti.
Karel Čapek giftede sig med Olga Scheinpflugová i 1936, som senere udgav biografien En tjekkisk roman: mit liv med Karel Čapek under navnet Olga Čapek. 

## Forfatterskab
Som forfatter var Karel Čapek optaget af at komme med et samfundsbudskab, med advarsler om potentielle konsekvenser af ny teknologi, diktatur og overmægtige selskaber. Han skrev både romaner, skuespil, børnebøger og rejseskildringer. Han skrev bl.a. rejseskildringen En rejse mod Nord, hvor han skildrede rejsen og tegnede motiver fra besøg i Norge, Sverige og Danmark. Hans første samling tekster var Martyrsøjlen som blev udgivet i 1917. Karel Čapeks debuterede på Nationalteateret i Prag i 1921 med skuespillet Insektliv. Samme år blev også skuespillet R.U.R. sat op på samme teater.

### R.U.R.
Skuespillet R.U.R. (Rosumovi Univerzální Roboti) blev færdigskrevet i foråret 1920 og havde præmiere på Nationalteateret i Prag tidligt i 1921. Skuespillet finder sted i fremtiden og omhandler roboter, som var "kunstige mennesker", som kunne tænke selv, bestod af kød og blod, men manglede en sjæl: de manglede både følelser og kreativitet. Robotternes produktivitet fører til at mennesker bliver ubrugelige, og disse gør derefter oprør mod menneskeheden. Med skuespillet ønskede Karel Čapek at skabe tanker om, hvordan udviklingen af revolutionerende teknologi kunne påvirke samfundet. Skuespillet gjorde Karel Čapek verdensberømt og markerer også introduktionen af ordet "robot", som blev opfundet af hans bror. Robot kommer fra det tjekkiske ord "robota", som betyder pligtarbejde.

## Første og anden verdenskrig
Karel Čapek blev fritaget fra militærtjeneste, da første verdenskrig brød ud i 1914, fordi han havde en lidelse i ryggen, som senere blev diagnosticeret som Bekhterevs sygdom. Mange andre intellektuelle blev dog sendt i krigen, og litteraturen, som blev udgivet efter at krigen var ovre i 1918, bar præg af dette. En anden vigtig følge af første verdenskrig var at Tjekkoslovakiet blev løsrevet fra Østrig-Ungarn. Karel Čapek var også præget og inspireret af verdenskrigen, og hans seneste bøger omhandler fremgangen af diktatur og konsekvenser af krig.

### Død
Čapek var anset som en af Nazi-Tysklands største fjender i Tjekkoslovakiet på grund af de negative tekster han skrev om regimet. Han blev opfordret til at forlade landet, da det så ud til, at Tyskland kom til at invadere Tjekkoslovakiet. Čapek nægtede imidlertid at forlade landet, men døde af dobbeltsidig lungebetændelse 48 år gammel, 25. december 1938, tre måneder før landet blev okkuperet. Broren Josef døde i den tyske koncentrationslejr Bergen-Belsen i april 1945.

## Bekendtskab med præsident Masaryk
Til trods for den store aldersforskel blev Karel Čapek en nær ven af Tjekkoslovakiets første præsident, Tomáš Garrigue Masaryk. Čapek skrev den bedstsælgende biografi Samtaler med præsident Masaryk om præsidenten, som oprindeligt blev udgivet i tre dele i henholdsvis 1928, 1931 og 1935. Masaryk døde i 1937, 87 år gammel. I en undersøgelse gennemført i 1970'erne kom Masaryk på førstepladsen over de vigtigste personer i moderne tjekkisk historie, mens Karel Čapek kom på anden.
Karel Čapek deltog aldrig selv aktivt i politikken, men blev alligevel set på som en slags "åndelig leder" for det tjekkiske folk. 

## Udvalgt bibliografi
- R.U.R. (Rossumovi univerzální roboti, 1920)
- Insektliv (Ze života hmyzu, 1921)
- Atomernes Tyranni (DK 1946 KRONOS) (Továrna na absolutno, 1922)
- Krakatit (Krakatit, 1922)
- Et år i med min have (Zahradníkuv Rok, 1929)
- Samtaler med præsident Masaryk (Hovory s T. G. Masarykem, 1928-1935)
- Romantrilogien Hordubal vender hjem, Meteor, Et almindeligt liv (Hordubal, 1933, Povětroň, 1934, Obyčejný život, 1934)
- Krigen mod salamandrene (Válka s mloky, 1936)
- Den hvide pest, Drama i 3 akter (Bílá nemoc, 1937)
- Moderen, Skuespil i 3 akter (Matka, 1938)